# Lachesana graeca
Lachesana graeca là một loài nhện trong họ Zodariidae.
Loài này thuộc chi Lachesana. Lachesana graeca được Konrad Thaler & Knoflach miêu tả năm 2004.